# Solpugema cycloceras
Solpugema cycloceras är en spindeldjursart som först beskrevs av Lawrence 1931.  Solpugema cycloceras ingår i släktet Solpugema och familjen Solpugidae. Inga underarter finns listade i Catalogue of Life.